# 禹越镇
禹越镇是中华人民共和国浙江省湖州市德清县下辖的一个镇。位于德清县东南角，在湖州、嘉兴和杭州的交界处。东临桐乡，南接杭州余杭区。

## 行政区划
禹越镇下辖以下村级行政区划单位：
兴隆社区、东港村、木桥头村、杨家坝村、钱塘村、西港村、天皇殿村、栖湖村、夏东村、三林村和高桥村。